# Labium superbum
Labium superbum är en stekelart som först beskrevs av Gyöö Viktor Szépligeti 1908.  Labium superbum ingår i släktet Labium och familjen brokparasitsteklar. Inga underarter finns listade i Catalogue of Life.